# 23248 Batchelor
23248 Batchelor là một tiểu hành tinh vành đai chính với chu kỳ quỹ đạo là 1473.5793968 ngày (4.03 năm).
Nó được phát hiện ngày November 45525, 2000.